# Maison des Acrobates
La maison des Acrobates, ou maison de l'Acrobate, est une maison ancienne à Blois, dans le Loir-et-Cher. Elle est classée monument historique depuis 1922. 
Située au 3, place Saint-Louis, elle fait face à la cathédrale Saint-Louis de Blois et est également à proximité de la maison de Denis Papin.

## Historique
Sa construction daterait des années 1470, lors du règne de Louis XI. En 1484, la maison est appelée « maison de la Bourse des Escholiers de Bourmoyen ».
Le bâtiment a été classé monument historique le 22 avril 1922.
En vente depuis 2012, la maison des Acrobates a été achetée en 2017 par des particuliers.

## Architecture
Il s'agit d'une maison à pans de bois composée d'un rez-de-chaussée, de deux étages en encorbellement, et d'un étage sous combles. 
La façade a pour particularité d'arborer des sculptures en bois représentant divers personnages costumés.
À l'intérieur, l'escalier est à vis sans jour, en charpente. Le rez-de-chaussée dispose d'une cheminée en pierre à pilastre. 
La toiture est à longs pans, en ardoise.